# Pateobatis hortlei
Pateobatis hortlei is een vissensoort uit de familie van de pijlstaartroggen (Dasyatidae). De wetenschappelijke naam van de soort is voor het eerst geldig gepubliceerd in 2006 door Last, Manjaji-Matsumoto & Kailola.